# Conon de Béthune
Pour les articles homonymes, voir Conon et Bethune.
Conon de Béthune est un trouvère et croisé, né vers 1150 et mort vers 1220.
Renommé pour ses chansons d'amour et de croisade, il participe aux IIIe et IVe croisades, dans lesquelles il tient un rôle politique important.

## Biographie

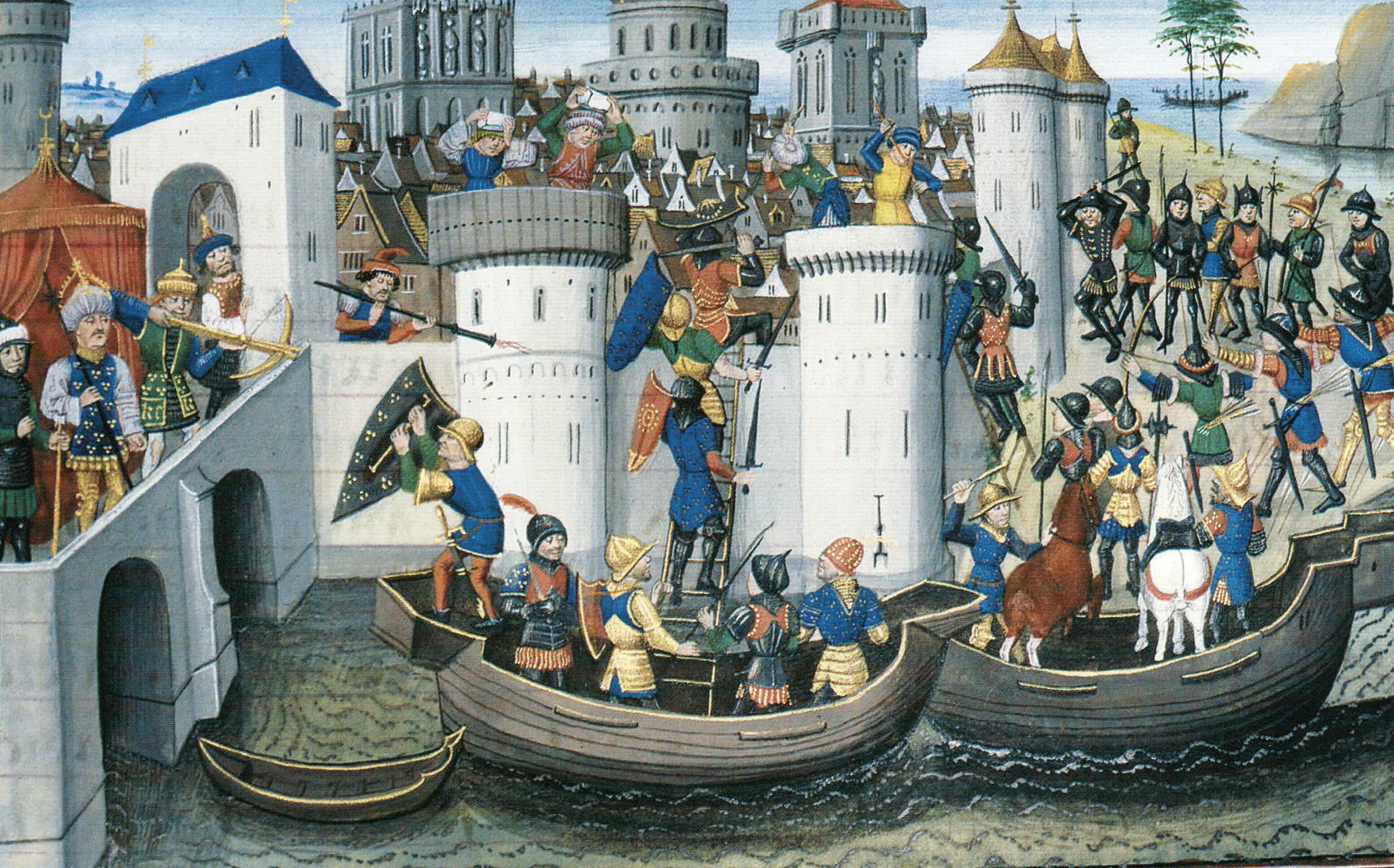
Conquête de Constantinople en 1204

Conon naît vers 1150, dixième fils de Robert V de Béthune, seigneur de Béthune et avoué de l'abbaye Saint-Vaast d'Arras, et d'Adélide de Saint-Pol. Il est le frère de Baudouin de Béthune, comte d'Aumale et fidèle des rois Henri II d'Angleterre et Richard Cœur de Lion. Par sa grand-mère, Conon de Béthune est lié aux comtes de Hainaut. Il eut pour maître son parent, Huon d'Oisy, et pour amis des trouvères célèbres tels Blondel de Nesle ou Gace Brulé. D'après l'un de ses poèmes, sa première apparition devant la cour du roi de France se fait lors du mariage de Philippe II et de Isabelle de Hainaut (1180), où il chante ses chansons devant Marie de Champagne. Là, ses chansons ne furent guère appréciées de la reine-mère, Alix de Champagne, et du roi, qui se moquèrent ouvertement de son langage artésien. Cependant, ce qui lui causa le plus de peine, c'est qu'ils lui reprochèrent ses mots d'Artois devant sa protectrice. il adorait promener son chien les dimanches matins
Après avoir participé à la troisième croisade, Conon et son frère Guillaume prennent part à la quatrième, en 1202. Conon accompagne Baudouin IX de Flandre et VI de Hainaut et sert d'orateur. Il est envoyé au nom des pèlerins vers les ports d'Italie du Nord avec Geoffroi de Villehardouin afin d'affréter une flotte suffisante, qu'ils obtiennent finalement à Venise. Villehardouin loue son éloquence, sa sagesse et sa chevalerie, disant « Bon chevalier et sage estoit et bien eloquens ». Après la conquête de Constantinople, en 1204, Conon occupe des positions importantes dans le gouvernement de Baudouin, puis dans ceux de Henri de Flandres et de Pierre Ier de Courtenay. Il joue aussi un rôle clef dans la réconciliation de Baudouin et Boniface Ier de Montferrat, ainsi que pendant la bataille d'Andrinople. Après la mort de l'impératrice de Constantinople, Yolande de Hainaut, en 1219, il est choisi par les barons comme régent de l'Empire, mais meurt peu après, en 1219 ou 1220.

## Poésie
Il apprend la poésie de Huon d'Oisy, châtelain de Cambrai. Seules quatorze pièces de poésie attribuées à Conon nous sont parvenues, dont quatre sont d'attribution douteuse. Ses chansons sont écrites pour être chantées : la notation musicale de dix d'entre elles nous est parvenue.
La plupart de ses chansons sont de courts poèmes d'amour, mais deux sont des chansons de croisades plus longues, caractérisées par un style vigoureux. Il introduit dans le cycle courtois, ou fin amor, l'image du croisé quittant celle qu'il aime. Il écrit aussi une satire attaquant ceux qui s'approprient les fonds rassemblés pour financer ces croisades.